# Islip (Northamptonshire)
Pour les articles homonymes, voir Islip.
Islip est un village et une paroisse civile du Northamptonshire, en Angleterre. Administrativement, il relève de l'autorité unitaire du North Northamptonshire.